# Villa Mon Plaisir et villa Guercia
 (avril 2021).
Si vous disposez d'ouvrages ou d'articles de référence ou si vous connaissez des sites web de qualité traitant du thème abordé ici, merci de compléter l'article en donnant les références utiles à sa vérifiabilité et en les liant à la section « Notes et références ».
La villa Mon Plaisir, avec les structures de la villa Guercia voisine, recouvrent la surface de l'ancien palais du duc de Vietri ; c'est un complexe d'intérêt historique et artistique de Naples ; il est situé au bord de la mer, dans le quartier de Pausilippe.

## Historique
Dans l'ancien palais du duc, ont souvent été hébergés les vice-rois en partance. Sur la carte (milieu du XVIIIe siècle) du duc de Noja, Giovanni Carafa, le palais apparaît à l'époque comme "la villa Caserta" et est entourée par un petit fort.
Par la suite, les structures sont devenues deux villas bien distinctes (la villa Guercia et la villa Mon Plaisir). Elles ont toutes deux, été simultanément transformées, dans les années 1970, et regroupées en copropriétés.